# دیوید رابرت میچل
دیوید رابرت میچل (به انگلیسی: David Robert Mitchell) یک کارگردان اهل ایالات متحده آمریکا است. فیلم ترسناک او تعقیب می‌کند در سال ۲۰۱۴ مورد استقبال منتقدان قرار گرفت و به عنوان یک فیلم مستقل و کم هزینه از لحاظ فروش نیز به موفقیت دست پیدا کرد. میچل در جشنواره فیلم کن ۲۰۱۶ از اعضای هیئت داوران بخش هفته منتقدان بین‌المللی بود.

## فیلم‌شناسی
- باکره (۲۰۰۲)
- او تعقیب می‌کند (۲۰۱۴)
- زیر دریاچه نقره‌ای (۲۰۱۸)